# Kristine O’Brien

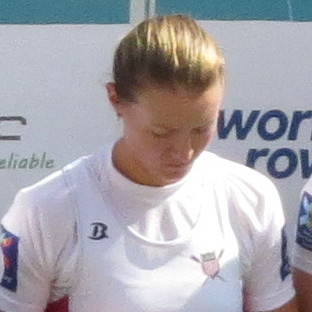
Kristine O’Brien als Weltmeisterin 2015

Kristine O’Brien (* 3. Oktober 1991 in Clane, Irland) ist eine US-amerikanische Ruderin.
Kristine O’Brien begann 2005 mit dem Rudersport. 2012 und 2013 siegte sie mit dem amerikanischen Achter bei den U23-Weltmeisterschaften. 2015 gewann sie zusammen mit Grace Latz, Adrienne Martelli und Grace Luczak bei den Weltmeisterschaften den Titel im Vierer ohne Steuerfrau. 2016 trat sie bei den Weltmeisterschaften in den nichtolympischen Bootsklassen mit Molly Bruggeman, Emily Huelskamp und Corinne Schoeller im Vierer ohne Steuerfrau an und gewann Silber hinter den Britinnen. Bei den Weltmeisterschaften 2017 belegten Bruggeman, O’Brien, Erin Reelick und Kendall Chase den vierten Platz. 
2018 wechselte Kristine O’Brien in den amerikanischen Achter. Bei den Weltmeisterschaften in Plowdiw gewann der Achter den Titel vor den Booten aus Kanada und aus Australien. 2019 belegte der Achter aus den Vereinigten Staaten den dritten Platz bei den Weltmeisterschaften in Linz hinter den Booten aus Neuseeland und aus Australien. Im Jahr darauf erreichte der US-Achter den vierten Platz bei den Olympischen Spielen in Tokio.